# Leopoldo de Gregorio, marchese di Squillace
Leopoldo de Gregorio, marchese di Vallesantoro e di Squillace (Messina, 23 dicembre 1699 – Venezia, 15 settembre 1785), è stato un politico e diplomatico italiano, al servizio di Carlo III di Spagna.

## Biografia
Leopoldo de Gregorio nacque da nobile famiglia a Messina da Francesco Maria e da Orsola Masnada nel dicembre del 1699. Fu l'unico ministro della corte di Napoli e Sicilia a seguire Carlo III in Spagna quando  divenne re nel 1759. Venne nominato Sovrintendente Generale della Reale Azienda (ovvero Ministro delle Finanze) e suoi Tribunali nella Monarchia delle Spagne, Segretario di Stato e Tenente Generale degli Eserciti di Sua Maestà Cattolica di Spagna.
Dopo il licenziamento dovuto alla rivolta del 1766, svolse anche il compito di ambasciatore straordinario presso la Repubblica di Venezia, ove morì nel 1785.

## Leopoldo de Gregorio nell'arte
La sua fama è tutt'oggi ancora viva in Spagna, dove è noto come “Marchese di Esquilache”: le sue virtù morali e le sue qualità ispirarono, nel 1958, la composizione del dramma teatrale “Un soñador para un pueblo” di Antonio Buero Vallejo, opera pluripremiata e da cui è stata tratta anche opera cinematografica.
Il marchese acquistò un'opera del pittore spagnolo Murillo dell'Immacolata Concezione Squillace che prese il suo nome.

## Onorificenze

### Titolatura
Patrizio di Messina, Grande di Spagna, marchese di Squillace e del Sacro Romano Impero, marchese di Trentino e Selvarotta, marchese di Vallesantoro, barone di Mammola e suoi casali, signore di Borgia, Stalettì, Amaroni, Sant'Elia, Palermiti, Centrache, Olivadi, Patrizio di Modena, di Trani e di Catania, Gentiluomo di Camera di Sua Maestà delle due Sicilie Re Carlo III di Borbone e suo Ministro della Guerra, Marina e Commercio, Sovrintendente Generale della Reale Azienda delle Dogane e della Regia Zecca del Regno di Napoli.